# Brandon Lee
Brandon Bruce Lee (Oakland, 1 de fevereiro de 1965 – Wilmington, 31 de março de 1993) foi um ator norte-americano de ascendência chinesa, era filho do ator Bruce Lee, ficou conhecido mundialmente após falecer durante uma cena do filme O Corvo.

## Biografia

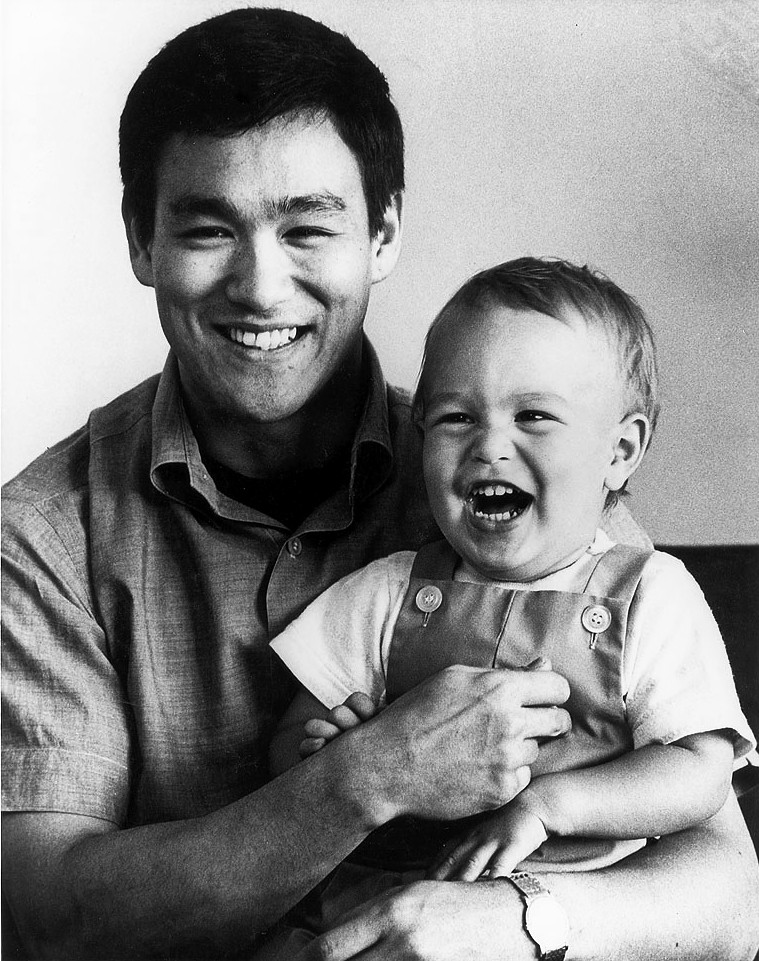
Brandon com seu pai, Bruce Lee.

Logo que andou com as pernas, Bruce Lee, seu pai, já o treinava no estilo do Jeet Kune Do. Aos oito anos de idade perde o seu pai repentinamente. Logo depois se mudou para Los Angeles com sua mãe e sua irmã Shannon. Desde pequeno Brandon se interessava por teatro e sua mãe o matriculou na High School of Dramaturgic. Ao contrário de seu pai, Brandon queria ser conhecido por sua habilidade teatral e não pelos seus conhecimentos marciais.
Alguns anos mais tarde ingressou na Faculdade de Emerson em Boston, Massachusetts, juntando-se a uma companhia de teatro. Brandon Lee retorna aos seus treinos de kung fu, conciliando com seus trabalhos teatrais. Volta a treinar na academia de Dan Inosanto e Ted Wong, antigos alunos de seu pai  Bruce Lee.

## Morte
Brandon Lee morreu em decorrência de um tiro acidental durante as filmagens de "O Corvo" - longa dirigido por Alex Proyas nos Estúdios Carolco, em Washington, DC, em 31 de março de 1993. A cena fatal ocorreu durante o flashback do personagem Eric Draven, quando este entra em seu apartamento e descobre que sua noiva está sendo espancada e estuprada por bandidos.

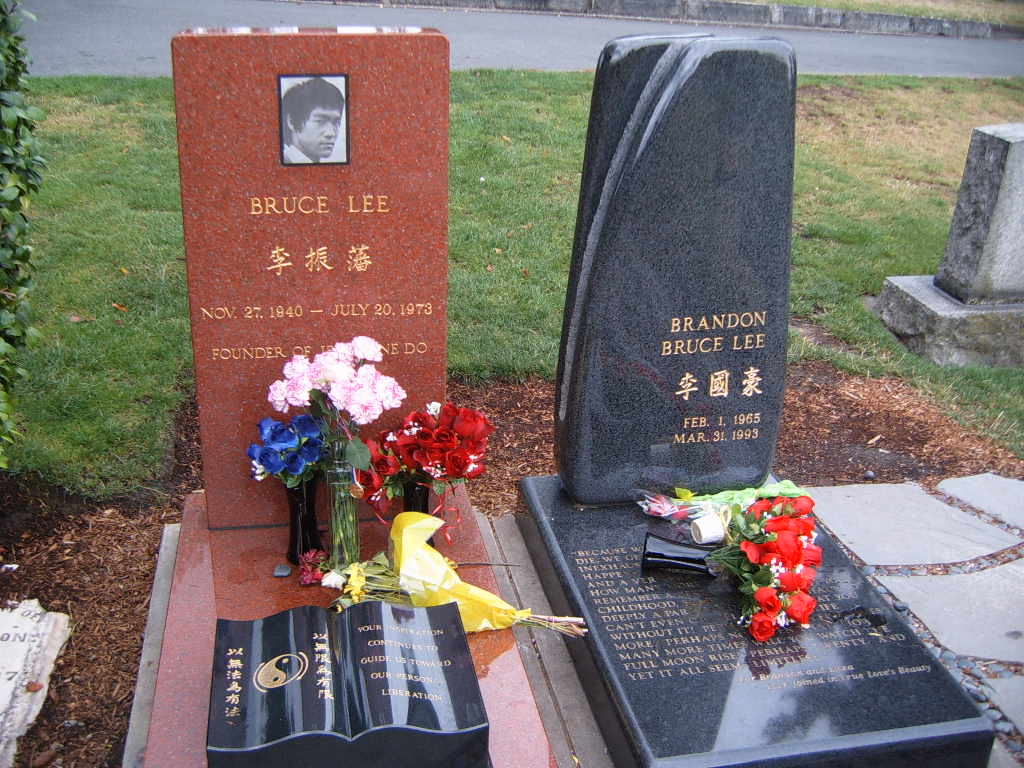
Os jazigos de Brandon Lee e de seu pai Bruce Lee.

É de procedimento comum em filmagens envolvendo tiros a utilização de armas de verdade, porém, essas são equipadas com festim, que são cartuchos sem projétil contendo duas vezes mais pólvora que uma munição normal para causar explosão e barulho. Em uma cena anterior, a arma que foi utilizada em Lee precisou ser carregada com munição de verdade para que a cena de tiro tivesse mais realidade, porém, um dos projéteis ficou preso no cano do revólver e aparentemente não foi percebido, mesmo após a limpeza da arma e o novo carregamento com balas de festim.
Lee entrou no set segurando um falso saco de supermercado que continha uma bolsa explosiva com sangue artificial. O personagem "Funboy" interpretado pelo ator Michael Massee disparou o revólver 44 Magnum no ator, e a pólvora do festim fez com que o projétil que estava preso no cano fosse acidentalmente liberado, atravessando o saco que Lee trazia consigo e perfurando seu abdômen. Demorou-se algum tempo para que a equipe do estúdio percebesse o que realmente havia acontecido.
Brandon Lee foi levado às pressas para o New Hanover Regional Medical Center, em Wilmington, Carolina do Norte, em uma cirurgia de emergência, mas acabou morrendo por hemorragia interna ainda na mesa de operações, após dez horas de tentativas frustradas para salvá-lo. Ele tinha apenas 28 anos de idade.
O vídeo com a filmagem do acidente foi utilizado para contribuição nas investigações e depois, permanentemente destruído como parte de acordo judicial.

## Legado

Assinatura de Brandon Lee.

Com o apoio de Eliza Hutton e Linda Emery - respectivamente noiva e mãe de Brandon Lee - o diretor Alex Proyas decidiu concluir as filmagens de "O Corvo", já que a maior parte do filme já havia sido gravada e faltavam apenas oito dias de filmagens para finalização das gravações. Assim, o ator Chad Stahelski (amigo de Lee da Inosanto Academy) foi escalado como dublê e as cenas restantes puderam ser completadas, com a utilização de efeitos especiais para a reposição do rosto de Lee em Stahelski. Outro dublê, Jeff Cadiente, também foi usado para completar a atuação de Lee para o filme.
A trágica cena também precisou ser reescrita. Na nova versão do flashback de Eric Draven, o personagem (neste cenário totalmente substituído pelo dublê) recebe uma facada ao invés do tiro original, evitando qualquer ligação que possa fazer menção ao acidente.
O Corvo foi lançado em Maio de 1994 e tornou-se sucesso de bilheteria, arrecadando mais de US$ 94 milhões no mundo inteiro, consagrando-se como um clássico do cinema.  A interpretação de Eric Draven por Lee foi recebida com grande aclamação da crítica e seu desempenho considerado como o mais icônico.

Nos créditos finais do filme, os produtores incluíram uma homenagem a ele e sua noiva, Eliza Hutton. Sobre o fundo preto, aparece escrita a frase em branco: "For Brandon and Eliza." O casamento de ambos se realizaria no dia 17 de abril de 1993, no México.

## Filmografia
| Ano  | Título                                                | Papel         | Notas                                         | Dubladores                         |
| ---- | ----------------------------------------------------- | ------------- | --------------------------------------------- | ---------------------------------- |
| 1985 | Crime Killer                                          | Gangster      | Não creditado                                 |                                    |
| 1986 | Sede de Vingança (Legacy of Rage)                     | Brandon Ma    |                                               |                                    |
| 1989 | Missão Resgate (Laser Mission)                        | Michael Gold  |                                               | Ettore Zuim (DVD) e Dário Castro   |
| 1991 | Massacre no Bairro Japonês (Showdown in Little Tokyo) | Johnny Murata |                                               | Ettore Zuim e Nelson Machado (VHS) |
| 1992 | Rajada de Fogo (Rapid Fire)                           | Jake Lo       |                                               | Hermes Barolli                     |
| 1994 | O Corvo (The Crow)                                    | Eric Draven   | Foi a última atuação de Brandon para o cinema | Sérgio Moreno                      |

| Ano  | Título                  | Papel        | Notas                        | Dubladores    |
| ---- | ----------------------- | ------------ | ---------------------------- | ------------- |
| 1986 | Kung Fu: O Filme        | Chung Wang   | Filme para a TV              | Marcus Jardym |
| 1987 | Kung Fu: A Nova Geração | Johnny Caine | Episódio piloto não aprovado |               |
| 1988 | Karatê Kid Ohara        | Kenji        | Apenas um episódio           |               |

| Ano  | Título                          | Papel     | Notas                                                               | Dubladores  |
| ---- | ------------------------------- | --------- | ------------------------------------------------------------------- | ----------- |
| 1993 | Bruce Lee: A Maldição do Dragão | Ele mesmo | Documentário                                                        | Ettore Zuim |
| 1994 | A História de Bruce Lee         | Ele mesmo | Documentário                                                        |             |
| 2000 | Sex, Lies and Video Violence    |           | Brandon faz um cameo que foi gravado nos 90 e lançado nos anos 2000 |             |

## Curiosidades
- O personagem Johan de Corvo do anime Saint Seiya Omega usa uma maquiagem igual a de Brandon no filme o corvo.
- Após Brandon terminar as gravações de "O Corvo", Brandon iria estar na adaptação de Mortal Kombat, mas devido a seu acidente ele obviamente não o fez. Não se sabe ao certo qual seria o seu personagem, a maioria fala que ele seria Johnny Cage, mas outras fontes já falaram sobre ele interpretar Liu Kang ou Raiden.
- Após o sucesso de Rajada de Fogo, o roteirista Jonathan Hensleigh escreveu um projeto chamado "Simon Says" que seria um triller de ação que foi feito para que Brandon estrelasse. Porém com a tragédia que aconteceu nas gravações de "O Corvo" a Warner Bros comprou o roteiro e o reescreveu como uma sequência de "Maquina Mortifera", mas o roteiro foi engavetado e comprado pela Fox que o reescreveu novamente, agora como "Duro de Matar- A Vingança". No roteiro original o personagem de Samuel L. Jackson seria uma mulher.
- De acordo com Margaret Loesch, na década de 80, Stan Lee chegou a cogitar Brandon Lee no papel de Shang-Chi num possível filme do herói.[1]